# 陳來幸
陳 來幸（ちん らいこう、1956年 - ）は、日本の歴史学者。博士（文学）（神戸大学・論文博士・2003年）（学位論文「中国近代における商会の研究」）。兵庫県立大学名誉教授。ノートルダム清心女子大学教授。
作家・陳舜臣の姪（四弟・陳仰臣の娘）にあたる。

## 来歴
1972年に神戸中華同文学校を卒業。
その後、兵庫県立神戸高等学校、大阪外国語大学外国学部英語学科（1979年3月卒業）を経て、神戸大学大学院文学研究科に進む。2003年、「中国近代における商会の研究」で、神戸大学より 博士（文学）の学位を取得（学位番号：乙第2665号）。
1990年富山国際大学人文学部講師、1994年神戸商科大学商経学部助教授、2001年同教授に就任。神戸商科大学の兵庫県立大学統合に伴い、2004年同大学経済学部教授を経て、2019年兵庫県立大学国際商経学部教授に就任。
2022年兵庫県立大学名誉教授。同年、ノートルダム清心女子大学国際交流センター教授に就任。2023年、ノートルダム清心女子大学・新学部新学科開設室・教授。
日本華僑華人学会常任理事 (2018年より会長) 、神戸華僑華人研究会・世話人 (2012年より代表) 、孫文研究会・理事を歴任。

## 著作
※出典はJ GLOBAL

### 書籍収録文
- 「‘五四’運動後上海商界之革新潮流」章開沅（編）『対外経済関係與中国近代化』華中師範大学出版、1990年、pp.286-303
- 「パクス・アメリカーナと中国」『アジア学論叢 4.』大阪外国語大学、1993年、pp.29-46
- 「長江デルタにおける商会と地域社会」森時彦（編）『中国近代の都市と農村』京都大学人文科学研究所、2001年、pp.223-252
- 「辛亥革命時期華商会網絡的起点与其作用」中国史学会（編）『辛亥革命与20世紀的中国（中）』中央文献出版社、2002年、pp.1157-1178
- 「海外華商會網絡與環太平洋地區華僑社會」張存武・湯煕勇（主編）『海外華族研究論集 第一巻：移民、華商與経貿』華僑協会総会出版、2002年、pp.349-460
- 「中華民国の成立と中華総商会秩序の再編――神阪華商に関する領事報告を中心として」孫文研究会（編）『辛亥革命の多元構造』孫中山記念館叢書IV、 2003年、pp.237-258
- 「陳徳仁――日中文化交流の橋渡し」『神戸と華僑――この150年の歩み』神戸新聞総合出版センター<のじぎく文庫>、2004年、pp.99-118
- 「20世紀初期的抵制美貨和抵制日貨運動與日本神阪地区的華僑」黄賢強（主編）『文明抗争――近代中国與海外華人論集』『新嘉坡国立大学漢学論叢2』香港教育図書公司、2005年、pp.190-221
- 「阪神地区における技術者層華僑ネットワーク一考――理髪業者の定着とビジネスの展開を中心に――」 山田敬三先生古稀記念論集刊行会（編）『南腔北調論集』雄松堂出版、2007年、pp.937-964
- 「清末民初期江南地域におけるシルク業界の再編と商業組織」太田出・佐藤仁史（編）『太湖流域社会の歴史学的研究──地方文献と現地調査からのアプローチ』汲古書院、2007年、pp.35-64
- 「華僑・華人のネットワーク」遠藤乾『グローバル・ガバナンスの最前線』<未来を拓く人文・社会科学7>東信堂、2008年、pp.201-221
- 「海外中華総商会的社会功能與其網絡作用：以日本神阪地区中華総商会為例」李培徳（編）『近代中国的商会網絡及社会功能』香港大学出版社、2009年、pp.147-167
- 「戦後日本における華僑社会の再建と構造変化――台湾人の台頭と錯綜する東アジアの政治的帰属意識」小林道彦・中西寛（編）『歴史の桎梏を越えて：20世紀日中関係の新しい見方』千倉書房、2010年、pp.189-210
- 「在日台湾人アイデンティティの脱日本化――戦後神戸・大阪における華僑社会変容の諸 契機」貴志俊彦（編著）『近代アジアの自画像と他者』京都大学出版会<京都大学地域研究統合情報センター叢書第1輯>、2011年、pp.83-105
- 「1950年代冷戦影響下的横濱中華学校與東京中華学校」『戴國煇國際學術研討會論文集』文訊雑誌社、2011年、pp.87-105
- 「『池袋チャイナタウン』構想に『待った』――日本型共生に向けて」園田茂人（編）『日中関係史1972-2012 III 社会・文化』東京大学出版会、2012年、pp.333-365
- 「東アジアにおける国際移民をめぐる新潮流――日本・韓国・朝鮮の『華僑』と『慈済』の国際救援」 『グローバル化の中の社会変容――新しい東アジア像を形成するために』日本学術振興会北京研究連絡センター<日中国交正常化40周年記念シンポジウム報告書>、2012年、pp.121-132
- 「二戰後日本僑報中的臺灣和留日臺灣人」江柏煒（主編）『2013閩南文化國際學術研討會成果冊』金門縣文化局、2013年
- 「開港上海における貿易構造の変化と華商――砂糖と海産物を中心に」森時彦（編）『長江流域社会の歴史景観』京都大学人文科学研究所、2013年、pp.3-24
- 「従一些家族史看広東華僑與中日関係」張応龍（編）『広東華僑与中外関係』広東人民出版、2014年、pp.77-88
- 「東亜冷戦結構的深化與日本華僑社会――以華僑学校的争奪為主」江柏煒、王秋桂（主編）『歴史島嶼的未来―2015金門歴史、文化與生態国際学術研討論会論文集』金門国家公園管理処、2015年
- 「20世紀初頭における客家系華商の台頭：神戸と香港に進出した梅県南口鎮の潘氏一族」村上衛（編）『近現代中国における社会経済制度の再編』京都大学人文科学研究所、2016年、pp.53-82
- 「19世紀末到二戰前後為主東亞華僑史中客家商人與客家精英的地位:梅縣－香港－神戶－巴達維亞」張維安（主編）『在地、南向與全球客家』国立交通大学出版社、2017年、pp.533-565
- 「客家商人与近代日本华侨社会」黄賢強（主編）『会館、社群与網絡 客家文化学術論集』<客家文化研究叢書5：新加坡茶陽〔大埔〕会館160周年会慶特輯> シンガポール国立大学中文系. 2018年、pp.189-206

### 雑誌論文
- <陳 來幸